# Medelpads runinskrifter 3
Runinskrift M 3, även kallad "Bergastenen", är en runsten i Berga, Njurunda socken och Sundsvalls kommun i Medelpad. Den står intill ett gravfält ost-nordost om Bergatjärnen, vilket antas vara dess ursprungliga plats.
Bergastenen är av ljus grovkornig granit och mäter cirka 170 x 85 cm ovan jord. Den beskrevs först av Johan Peringskiöld 1687 som också avbildade den på ett träsnitt. Runorna på Bergastenen är grunt huggna. De hälsingerunor som förekommer är r och u. Runorna på stenens nedre del och på ormens svans är idag svårlästa. Redan Johan Peringskiöld hade 1687 svårt att läsa vissa runor. Tolkningen kommer från andra omarbetade upplagan av Medelpads runstenar med tillägg från en artikel i Sundsvalls Tidning. Namnet MäskäggR, motsvarande ett fornvästnordiskt Mjóskeggr, förekommer endast på denna sten, liksom Disvi, medan Altrud endast finns på denna sten och den större Attmarstenen (M 5).

## Inskriften
Translitterering av runraden:
alrþuþr ak sihraifritu stin þinabtiR miskik faþur sin ak abtiR tisui muþur sina
Normalisering till runsvenska:
Alþruðr ok SigræifR rettu stæin þenna æftiR Mæskægg, faður sinn, ok æftiR Disvi, moður sina.
Översättning till nusvenska:
Altrud och Sigrev reste denna sten efter Mäskägg, fader sin, och efter Disvi, moder sin

### Webbkällor
- Bild av M 3 på RAÄs hemsida